# Wallis Simpsonová
Wallis, vévodkyně z Windsoru (rozená Bessie Wallis Warfieldová, později Spencerová, poté Simpsonová; 19. června 1896 – 24. dubna 1986) byla příslušnice americké prominentní vrstvy. Proslavila se svým sňatkem s britským vévodou z Windsoru, dříve králem Eduardem VIII., kterého tak okouzlila, že kvůli ní 11. prosince 1936 abdikoval.

## Dřívější sňatky
Byla již dvakrát vdaná, nejdříve za pohledného pilota od námořnictva Winnfrieda Spencera, s nímž se v roce 1927 rozvedla, a v době, kdy se seznámila s Eduardem, byla ženou makléře Ernesta Simpsona, který kvůli ní opustil ženu a dítě. Wallis byla velice společenská, znamenitě ovládala tanec, účastnila se mnoha společenských akcí – a měla též značné finanční nároky.

## Vztah s princem Eduardem VIII.
Princ Eduard se s ní seznámil v uzavřené společnosti, kde jej zaujala tím, že na jeho účet pronesla jízlivou poznámku, na což nebyl jako následník trůnu vůbec zvyklý. Ernest a Wallis Simpsonovi náleželi 10. ledna 1931 k vybrané skupince hostů na venkovském sídle lady Furnessové, kde se Wallis opět setkala s Eduardem. Princ Eduard na ni jako muž nijak nezapůsobil, zato ji však velmi zaujal lesk a sláva britské koruny. Od té doby byli Simpsonovi zváni do Eduardovy společnosti.
Edwardovy vzpomínky na první setkání.
Edward ve svých pamětech vzpomíná, že Wallis byla při prvním setkání nachlazená, a když se jí zeptal, zda nepostrádá americké ústřední topení, odpověděla:
"Je mi líto, pane, ale zklamal jste mne."
"Proč?"
"Všichni se ptají amerických žen, které přijely do vaší země, na totéž, doufala jsem, že Princ z Walesu bude originálnější."
Edward později napsal: "Wallis byla a stále je složitá a neuchopitelná a od první chvíle, kdy jsem ji viděl, jsem ji vnímal jako nejnezávislejší bytost, jakou jsem potkal."
Eduard postupně Wallis propadal, řečeno slovy jeho oficiálního životopisce, byl na ní „otrocky závislý“. Došlo to tak daleko, že ji chtěl představit jako svou nastávající manželku rodičům, králi Jiřímu V. a královně Marii. Ti Wallis nevzali vůbec na vědomí a se sňatkem se stále ještě vdanou a předtím již jednou rozvedenou ženou striktně nesouhlasili (ve třicátých letech minulého století rozvod zdaleka nebyl běžnou záležitostí, jako je dnes). Eduard si ovšem nedokázal život bez ní představit. 20. ledna 1936 Jiří V. zemřel a Eduard se stal králem. Wallis se však nechtěl vzdát.

## Rozvod druhého manželství a svatba s Eduardem
Na podzim roku 1936 se Wallis rozvedla s Ernestem Simpsonem, přičemž podmínkou rozvodu bylo, že se půl roku nesmí stýkat s jinými muži. Eduard ještě na rady ostatních provedl poslední pokus jak legalizovat Wallis jako svou manželku – morganatické manželství – tzn. že Wallis by nebyla korunována za královnu Anglie (měla by pouze titul vévodkyně nebo hraběnky) a také případné děti by byly vyloučeny z nástupnictví. Eduard přednesl návrh na tento sňatek předsedovi vlády Stanleymu Baldwinovi, ale návrh nebyl přijat. Eduard byl postaven před těžké rozhodování: Wallis, nebo panování. Rozhodl se jednoznačně: 11. 12. 1936 abdikoval. Prvním činem nového krále Jiřího VI. bylo udělení titulu „vévoda z Windsoru“ svému odstupujícímu bratru Edwardovi.
Dne 3. června 1937 se na francouzském zámku Candé Wallis (41 let) a Eduard (43 let) vzali. Svatbou získala Wallis titul vévodkyně z Windsoru. Manželství zůstalo bezdětné.

## Další život a smrt

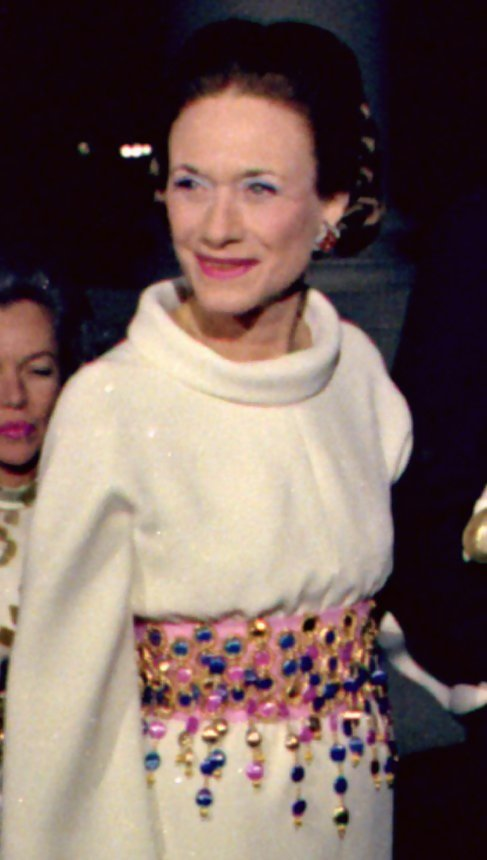
Vévodkyně z Windsoru v roce 1970

Svůj další život prožili ve Francii s několika návštěvami Anglie.
V tisku i literatuře se spekuluje o jejím románku s Jimmym Donahuem, který trval čtyři roky – od roku 1950 do roku 1954. V době, kdy se seznámili, byli spolu Edward a Wallis 13 let, Wallis bylo 53 a Jimmymu 34 let. Vytvořili nerozlučnou trojici, která navštěvovala společně noční kluby. Jimmy pocházel z rodu Woolworthů, který byl v Americe slavnější než titul Windsor; pár v té době také finančně zaštiťoval, byly to dárky, dovolené, automobily, zahraniční cesty, klenoty. Bylo o něm známo, že je promiskuitní homosexuál, proto nikdo nevěřil ve vážnost jeho vztahu s vévodkyní. Po čtyřech letech se Jimmy vrátil ke svému způsobu života, holdoval stále více alkoholu a drogám a v roce 1966 zemřel na předávkování. Téma zpracoval Christopher Wilson v knize Dancing With The Devil: The Windsors and Jimmy Donahue.
Vévoda zemřel roku 1972 na rakovinu plic, vévodkyně ho přežila o 14 let. Po smrti manžela předala vévodkyně pravomoci své francouzské právničce, Suzanne Blumové, přezdívané Maitre Blum. Zajímavý vztah mezi nimi je popsán v knize Caroline Blackwoodové The Last of the Duchess. Kniha byla napsána v roce 1980, publikována však až po smrti Blumové roku 1995. Vévodkyně trpěla arteriosklerózou, v roce 1980 ztratila schopnost řeči a konec života strávila na lůžku, v izolaci, nepřijímala návštěvy. Zemřela 24. dubna 1986 ve svém domově v Bois de Boulogne v Paříži. Byla pohřbena vedle Eduarda 29. dubna 1986 ve Frogmore House ve Windsoru v Berkshiru v Anglii.

## Ve filmu
Wallisová byla předmětem hereckého ztvárnění v mnoha filmech:
- Faye Dunawayová v The Woman I Love [9]
- Cynthia Harris v Edward & Mrs. Simpson[10]
- Jane Seymour v The Woman He Loved (1988)
- Bertie and Elizabeth (2002) [11]
- Joely Richardson v Wallis & Edward [12] [13]
- Jane Hartley ve West End musical Always[14]
- Eve Best ve filmu Králova řeč (2010)
- Andrea Riseborough ve filmu W.E. (2011)[15]
- Lia Williams a Geraldine Chaplin v seriálu Koruna (2016–2020)

## V módě
S útlou postavou, neobdařená vnadami, poutala vždy pozornost, vtipem, smíchem, oblečením. U jména „Wallis" zůstává provždy rovnítko pro prvotřídní šarm a nadčasovou eleganci. Za pomoci návrháře Mainbochera se jí podařilo vytvořit osobitý inspirativní styl. Stylové oblečení vévodkyně z Windsoru (mezi další oblíbené návrháře patřili Givenchy a Marc Bohan) bylo vždy ideálním diskrétním pozadím pro nádherné šperky, z nichž většina byla darem vévody z Windsoru. Desetkrát za sebou se vévodkyně z Windsoru dostala na seznam nejlépe oblékaných žen světa.